# Templo Capitolino
O Templo Capitolino é um monumento antigo localizado na antiga cidade de Volubilis em Fez-Mequinez, Marrocos. Ele data da era romana e estava situado na província de Mauritânia Tingitana.

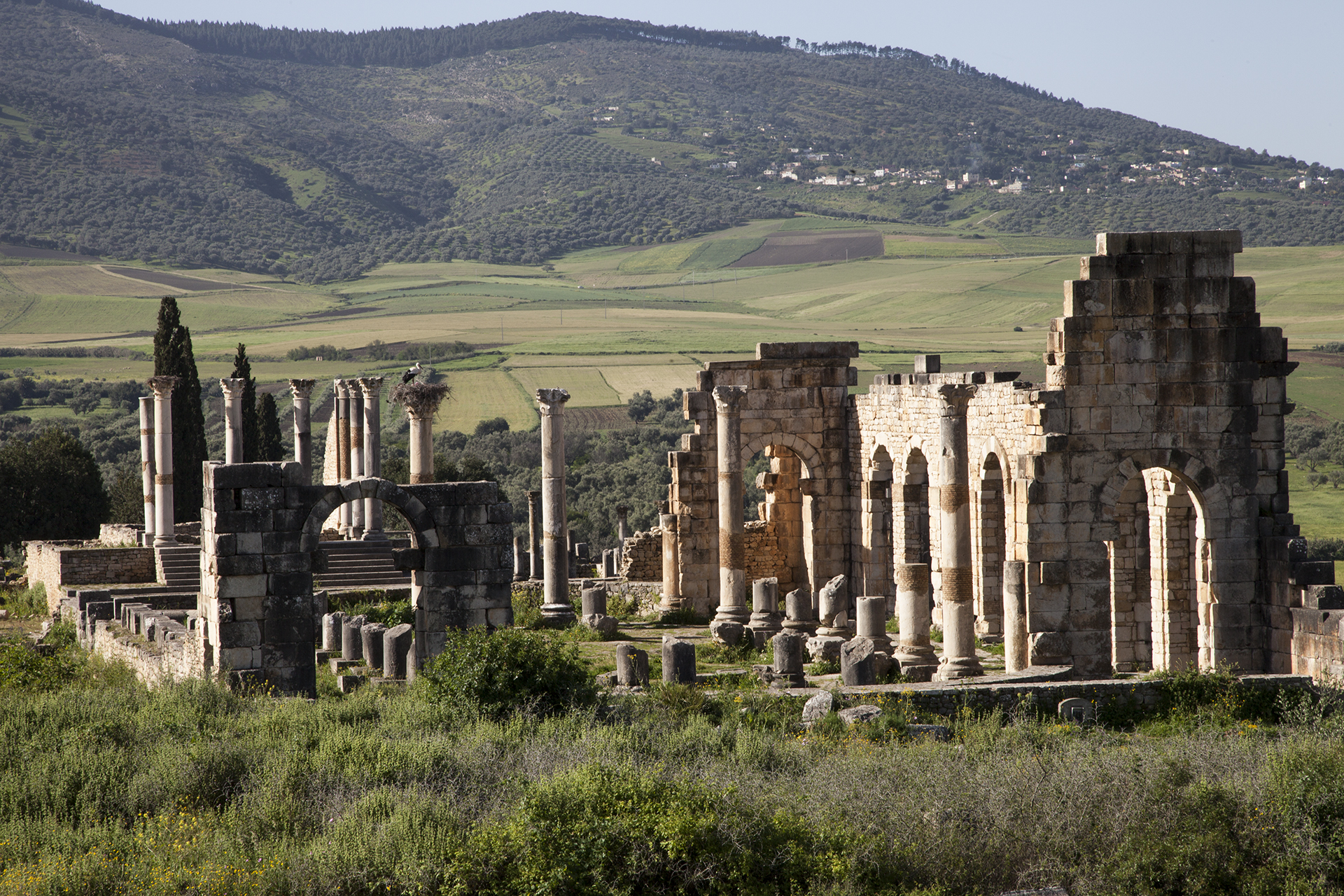
Ruínas de pedra do Templo Capitolino em Volubilis

O edifício incorpora um projeto arquitetônico de tetrastilo e foi dedicado ao imperador romano Macrino. O templo é reservado para a trindade de deuses romanos, Juno, Júpiter e Minerva. De acordo com Rogerson, um conselho se reuniria abaixo do Templo Capitolino para fazer uma declaração de guerra e depois retornaria a este local com o saque da guerra resultante.
Os romanos também construíram templos de mesmo nome na própria cidade de Roma e em outros locais dentro do Império Romano.